# King’s College Hospital
Das King’s College Hospital (kurz: KCH) ist das zentrale Krankenhaus für eine innerstädtische Bevölkerung von 700.000 Einwohnern in den Londoner Stadtteilen Southwark, Lambeth und Lewisham. Es garantiert mit seinen medizinischen Sondereinrichtungen darüber hinaus die Gesundheitsfürsorge von Millionen von Menschen im Süden Englands. Das KCH ist Teil des King’s College London und wird von dem Medizinstudenten der GKT School of Medical Education als praktische Ausbildungsstelle genutzt. Im Times-Higher-Education-Ranking war es 2015/16 die weltweit achtbeste Universität für Gesundheit und klinische Studien. Der King’s College Hospital NHS Foundation Trust verbuchte im Jahr 2020/12 über 1,5 Mrd. £ Umsatz und 1,5 Mio. Patientenkontakte.

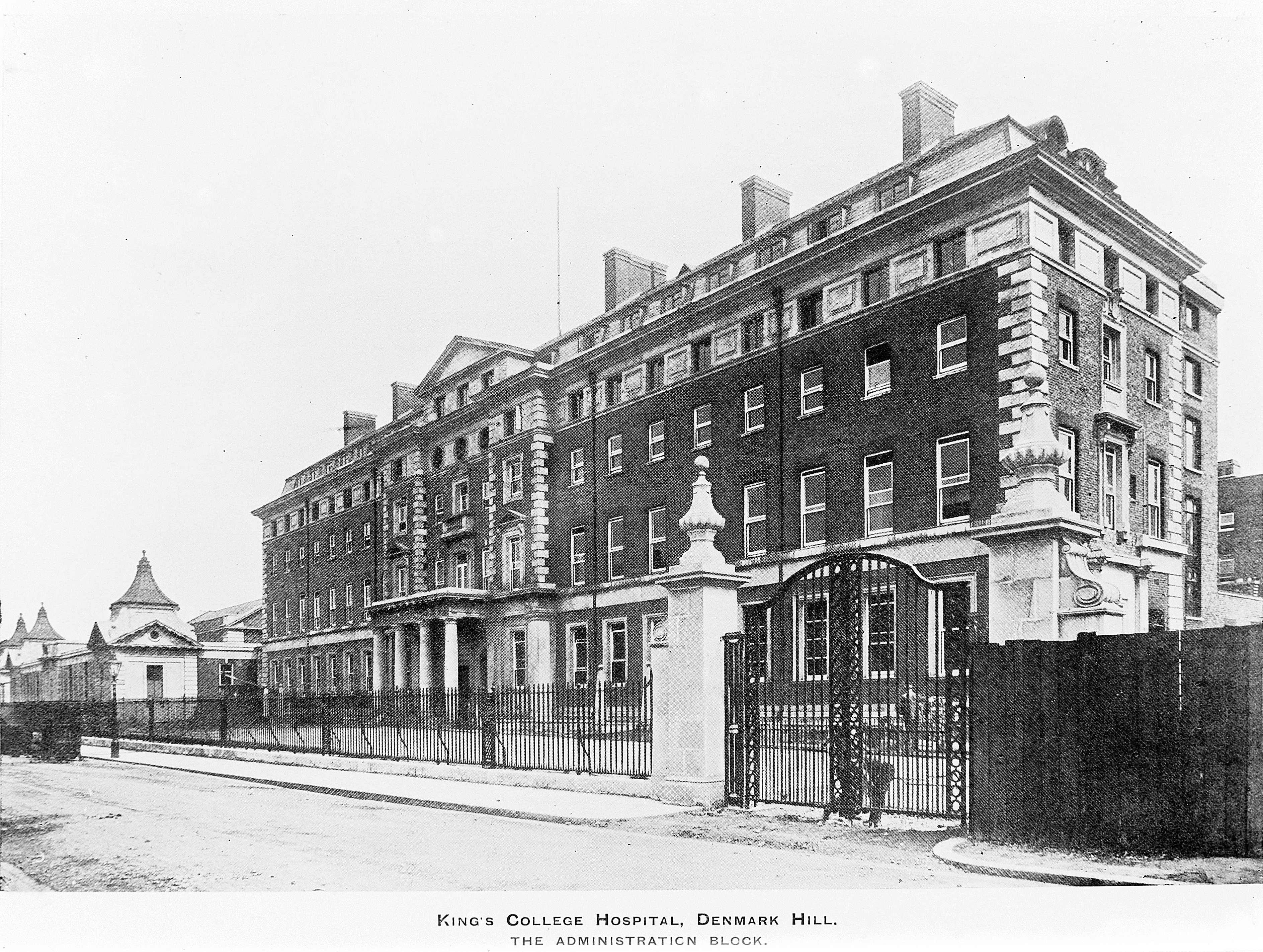
Das King’s College Hospital im 19. Jhd.

## Geschichte von der Gründung bis zum Zweiten Weltkrieg

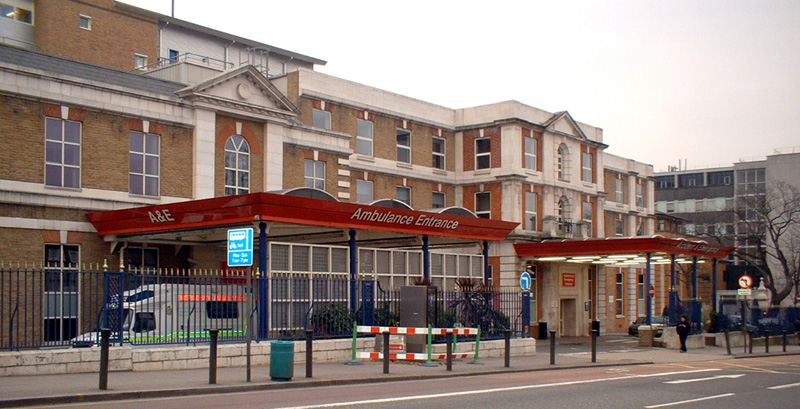
King’s College Hospital, Eingang für Notfälle

Das King’s College Hospital wurde ursprünglich im Jahre 1840 im nicht mehr benötigten Arbeitshaus St Clements Dane unweit von Lincoln Inn’s Field eröffnet. Es diente als Ausbildungskrankenhaus der Medizinstudenten des King’s College London. Umgeben war das Gebiet von dichtbewohnten Slums, die Armut und eine hohe Zahl an Krankheitsfällen kennzeichnete. Bereits zwei Jahre nach Eröffnung behandelte das Krankenhaus jährlich mehr als 1.290 Patienten und verfügte über 120 Betten. Auf Grund der geringen Bettenzahl kam es regelmäßig vor, dass sich zwei Patienten ein Bett teilten. 1854 war im Gespräch, Florence Nightingale die Leitung der Krankenpflegerinnen des Krankenhauses zu übertragen. Bevor dies jedoch umgesetzt werden konnte, wurde Nightingale vom britischen Kriegsministerium damit beauftragt, eine Gruppe von Pflegerinnen zu leiten, die im zentralen britischen Militärkrankenhaus in Scutari (Selimiye-Kaserne) die verwundeten und erkrankten Soldaten der im Krimkrieg kämpfenden Truppen versorgen sollten. Ihre Krankenpflegeschule, die Nightingale School of Nursing wurde statt im King’s College Hospital im St Thomas’ Hospital gegründet. Ab 1861 arbeiteten Krankenpflegerinnen einer protestantischen Schwesternschaft in dem Krankenhaus, die anders als damals üblich eine Grundausbildung in Krankenpflege erhalten hatten. Auf Anregung von Florence Nightingale und mit Hilfe des Nightingale Funds wurde 1861 im King’s College erstmals eine Entbindungsstation eröffnet. Allerdings war die Sterblichkeit auf dieser Station hoch, was mit großer Sicherheit darauf zurückzuführen ist, dass diese Station unweit der Pathologie lag und es deshalb zu einer so großen Zahl an Fällen von Kindbettfieber kam. Die Entbindungsstation wurde deshalb 1868 wieder geschlossen. Zum Krankenhaus gehörte auch Joseph Lister, der als Pionier der antiseptischen Chirurgie gilt. Er trug wesentlich dazu bei, dass die Chirurgie im King’s College Hospital zu einer der besten in Europa gezählt wurde.
In den ersten Jahren des 20. Jahrhunderts führte der demographische Wandel dazu, dass eine zunehmend geringere Zahl an Einwohnern im Zentrum von London ein Krankenhaus für ihre Versorgung benötigte. Nach einem entsprechenden Parlamentsbeschluss im Jahre 1904 wurde das Krankenhaus an seinen jetzigen Standort südlich der Themse verlegt. Der Grundstein für das neue Krankenhaus wurde 1909 gelegt. Im gleichen Jahr wurde das King’s College Bestandteil der University of London und das Krankenhaus rechtlich selbständig. Das neu errichtete Krankenhaus entsprach den Anforderungen eines zeitgenössischen modernen Baus, besaß eine interne Telephonanlage – erst die zweite, die in Großbritannien installiert wurde – und konnte seinen Strombedarf durch Dieselgeneratoren selbst decken.
Die neu gegründete King’s College Hospital Medical School übernahm die klinische Ausbildung der Studenten des King’s College. 1923 wurden die Ausbildungsmöglichkeiten des King’s College Hospital auch um Zahnheilkunde erweitert. Zu diesem Zeitpunkt gehörten die meisten Patienten noch den ärmeren Bevölkerungsschichten an und ansteckende Krankheiten wie Tuberkulose dominierten unter den Krankheitsfällen. 1937 wurde das Gebäude um den Privatpatienten vorbehaltenen Guthrie-Flügel erweitert, der eine weniger hohe Belegungsrate aufwies als die übrigen Stationen. Während des Zweiten Weltkriegs wurden überwiegend Verletzte der Bombenangriffe im King’s College Hospital behandelt. Das Krankenhaus selber wurde nicht von Fliegerbomben getroffen.

## Geschichte seit 1945
Nach der Gründung des National Health Service im Jahre 1948 wurde das Krankenhaus als eines der Lehrkrankenhäuser ausgewählt. Nach einer Reorganisation des National Health Service im Jahre 1974 wurde das Krankenhaus zum Zentrum der Gesundheitsfürsorge in seinem Einzugsgebiet. Die King’s College Hospital Medical School wurde 1983 wieder mit dem King’s College vereinigt und in King’s College School of Medicine and Dentistry umbenannt. Ein neues Ausbildungszentrum, das Weston Education Centre wurde 1997 fertiggestellt und enthält eine medizinische Bibliothek sowie Räumlichkeiten, die sich für Konferenzen und Symposien eignen. 1998 wurde die King’s College School of Medicine and Dentistry mit dem Ausbildungseinrichtungen des Guy’s Hospital und St Thomas’ Hospital zusammengelegt und bildet jetzt die Guy’s, King’s and St Thomas’s School of Medicine. 2002 wurde der Golden Jubilee Flügel fertiggestellt, in dem ambulante Patienten behandelt werden und in dem sprach- und beschäftigungstherapeutische Einrichtungen sowie die Physiotherapie untergebracht sind.
Das King’s College Hospital ist unter anderem auf Transplantationsmedizin spezialisiert und ist eines der weltweit größten Zentren für Lebertransplantation. Ein weiterer Schwerpunkt liegt in der Behandlung von Parkinson-Erkrankten.

## Bekannte Absolventen
- James W. Black – 1924–2010, Nobelpreisträger für Medizin 1988 und Professor für analytische Pharmakologie am KCH
- William Fergusson – 1840–1877, Chirurg und Professor für Chirurgie am KCH
- David Ferrier – 1871–1908, Neurologe und Professor am KCH

## Einzelbelege
1. ↑  https://www.kch.nhs.uk/about/organisation/directors/executive-directors
2. ↑  https://www.kch.nhs.uk/about/the-kings-story
3. ↑  https://www.kch.nhs.uk/Doc/corp%20-%20684.7%20-%20annual%20report%202020-21.pdf
4. ↑  Page 3780 | Issue 55085, 1 April 1998 | London Gazette | The Gazette. Abgerufen am 16. Februar 2022.
5. ↑  World University Rankings 2015–2016 by subject: clinical, pre-clinical and health results. 14. Oktober 2015, abgerufen am 16. Februar 2022 (englisch).
6. ↑  Job vacancy: Staff Nurse-Critical Care/Intensive Care – No ICU experience required, King's College Hospital NHS Foundation Trust, London | trac.jobs. Abgerufen am 16. Februar 2022.
7. ↑  King's College Hospital NHS Foundation Trust: ANNUAL REPORT AND ACCOUNTS 2020–21. In: kch.nhs.uk. Abgerufen am 16. Februar 2022 (englisch).
8. ↑  Barbara Montgomer Dossey: Florence Nightingale – Mystic, Visionary, Healer. Springhouse Corporation, Springhouse 2000, ISBN 0-87434-984-2, S. 96.
9. ↑  Mark Bostridge: Florence Nightingale. Penguin Books, London 2009, ISBN 978-0-14-026392-3, S. 428 und S. 429.
10. ↑  Mark Bostridge: Florence Nightingale. Penguin Books, London 2009, ISBN 978-0-14-026392-3, S. 430.